# Reprezentacja Niemiec w rugby union mężczyzn
Reprezentacja Niemiec w rugby union mężczyzn – zespół rugby union, biorący udział w imieniu Niemiec w meczach i sportowych imprezach międzynarodowych, powoływany przez selekcjonera, w którym mogą występować wyłącznie zawodnicy posiadający obywatelstwo tego kraju, mieszkający w nim, bądź kwalifikujący się ze względu na pochodzenie rodziców lub dziadków. Za jego funkcjonowanie odpowiedzialny jest Deutscher Rugby-Verband, członek FIRA-AER oraz IRB. W Pucharze Narodów Europy 2012-2014 występuje w Dywizji 1B.
Zadebiutowała w kwietniu 1927 roku meczem z Francją, zaś po raz pierwszy w eliminacjach do Pucharu Świata pojawiła się w 1989 roku.

## Turnieje

### Udział wPucharze Świata
| Rok  | Kwalifikacje            | Wynik |
| ---- | ----------------------- | ----- |
| 1987 | Nie brała udziału       | –     |
| 1991 | Nie zakwalifikowała się | –     |
| 1995 | Nie zakwalifikowała się | –     |
| 1999 | Nie zakwalifikowała się | –     |
| 2003 | Nie zakwalifikowała się | –     |
| 2007 | Nie zakwalifikowała się | –     |
| 2011 | Nie zakwalifikowała się | –     |
| 2015 | Nie zakwalifikowała się | –     |
| 2019 | Nie zakwalifikowała się | –     |
| 2023 | Nie brała udziału       | –     |